# Éditeur de logiciel
 (décembre 2018).
Si vous disposez d'ouvrages ou d'articles de référence ou si vous connaissez des sites web de qualité traitant du thème abordé ici, merci de compléter l'article en donnant les références utiles à sa vérifiabilité et en les liant à la section « Notes et références ».
 (mars 2023).
Un éditeur de logiciel est une entreprise qui assure la conception, le développement et la commercialisation de produits logiciels. Elle peut confier la mise en œuvre, l'intégration et la personnalisation (customisation en anglais) à des entreprises de services du numérique.

## Activité
L'édition logicielle peut être divisée en deux catégories principales, celle des logiciels dits « horizontaux » ou « de base », ou encore « d'infrastructure », et celle des logiciels dits « verticaux » ou « d'application ».

### Aspects terminologiques
Le terme « éditeur » en langue française est distinct de l'anglais editor, qui s'applique au processus d'édition (text editor, HTML editor, , etc.) L'équivalent, en anglais, d'un éditeur de logiciel est « software vendor (en) ».
Certains logiciels permettent d'effectuer de l'édition informatique, par exemple un éditeur de texte.
Un développeur développe les logiciels (par exemple, les éditeurs Larousse et Robert s'occupent du développement des versions numériques de leurs dictionnaires). L'utilisation du mot « développeur » pour la personne qui programme au lieu du mot « programmeur » est une utilisation familière venant de l'anglais.

### Logiciels d'infrastructure
Spécialement conçus pour l'entreprise qui les utilisent, les logiciels d'infrastructures aident celle-ci à lier et établir des connexions avec les autres logiciels pour effectuer les différentes tâches de base, :
- systèmes d'exploitation ;
- systèmes de gestion de bases de données ;
- logiciels d'administration de système d'information, de sécurité, de sauvegarde ;
- logiciels de développement pour concepteurs et réalisateurs d'applications.

### Logiciels d'application
Les éditeurs de logiciels d'application proposent des logiciels « standard », paramétrables en fonction des besoins des clients, et comportant des modules correspondant aux grandes fonctions de l'entreprise, tels :
- Comptabilité générale
- Comptabilité clients
- Comptabilité fournisseurs
- Gestion des immobilisations
- Gestion des ressources humaines (paye, SIRH)
- Gestion de trésorerie
- Gestion de la production
- Gestion de la relation client
- Gestion des achats
- Gestion des produits
- Secrétariat juridique (gestion des filiales, participations, dividendes, AG et actionnaires)

Ces logiciels sont appelés progiciels, un mot-valise résultant de la contraction de produit et logiciel. Lorsque ces progiciels ont vocation à couvrir toute l'activité de l'entreprise, ils sont appelés « progiciels de gestion intégrés ». Le logiciel n'étant pas un produit matériel, la commercialisation par les éditeurs consiste pour être précis, en la cession de droits d'utilisation selon une licence, régie par le Code de la Propriété Industrielle à travers le droit d'auteur.
La mise en œuvre des progiciels d'un éditeur peut être assurée par le client lui-même, mais elle est souvent réalisée par des sociétés de services et d'ingénierie informatique, qui se chargent de certains étapes, telles : l'intégration de système, le paramétrage des modules, le développement des parties spécifiques, la formation  ou la conduite du changement. Certains éditeurs assurent des prestations de services complémentaires de leurs produits (formation, assistance technique après-vente). Il en existe aussi qui diffusent gratuitement des versions de base de leurs produits et dont le modèle économique repose sur la vente d'options payantes et de services.

## Économie du logiciel
Voici un premier éclairage du poids mondial des éditeurs de logiciel: les logiciels de jeux réalisaient un chiffre d'affaires mondial de 41,9 milliards d'euros en 2011, pendant que les dix premiers éditeurs de logiciel mondiaux cumulaient 87,549 milliards d'euros de chiffre d'affaires en 2010.
En France, le CA global des 100 premiers éditeurs français de logiciel est de 6,6 milliards d’euros en 2014 (+6 %) à contre-courant de la conjecture générale pour la 7e année consécutive.
Syntec Numérique, TECH IN France et le SNJV sont des syndicats professionnels français représentant l'industrie du logiciel en France.
L'industrie du logiciel est maintenant regroupée dans une industrie plus large dite « du numérique », qui inclut les développeurs d'applications, se reconnaissant peu sous la dénomination « éditeur de logiciel »[réf. nécessaire]. La dénomination « éditeur de logiciel » reste principalement utilisée dans le domaine B2B tandis que la dénomination « développeur d'application » est principalement utilisée dans le domaine B2C[réf. nécessaire], que les logiciels soient dans le Cloud ou non[pertinence contestée].

## Classement des 20 premiers éditeurs de logiciels dans le monde en 2011
| Entreprise                       | Pays        | Revenus issus des logiciels (en millions d'euros) | Chiffre d'affaires total (en millions d'euros) |
| -------------------------------- | ----------- | ------------------------------------------------- | ---------------------------------------------- |
| 1- Microsoft                     | États-Unis  | 32 686                                            | 42 504                                         |
| 2- IBM                           | États-Unis  | 14 429                                            | 68 660                                         |
| 3- Oracle                        | États-Unis  | 13 854                                            | 16 758                                         |
| 4- SAP                           | Allemagne   | 8 111                                             | 10 672                                         |
| 5- DELL EMC (avec VMware et RSA) | États-Unis  | 4 244                                             | 10 057                                         |
| 6- Symantec                      | États-Unis  | 3 969                                             | 4 234                                          |
| 7- HP                            | États-Unis  | 3 065                                             | 83 807                                         |
| 8- CA                            | États-Unis  | 2 825                                             | 3 080                                          |
| 9- Intuit                        | États-Unis  | 2 299                                             | 2 340                                          |
| 10- Adobe                        | États-Unis  | 2 067                                             | 2 127                                          |
| 11- Apple                        | États-Unis  | 1 529                                             | 26 965                                         |
| 12- Fujitsu (avec FSC)           | Japon       | 1 505                                             | 35 653                                         |
| 13- Sage                         | Royaume-Uni | 1 477                                             | 1 644                                          |
| 14- SAS                          | États-Unis  | 1 475                                             | 1 656                                          |
| 15- BMC Software                 | États-Unis  | 1 261                                             | 1 352                                          |
| 16- Cisco Systems                | États-Unis  | 1 261                                             | 26 551                                         |
| 17- NEC                          | Japon       | 1 220                                             | 27 300                                         |
| 18- Hitachi                      | Japon       | 1 162                                             | 68 330                                         |
| 19- Autodesk                     | États-Unis  | 1 140                                             | 1 222                                          |
| 20- McAfee                       | États-Unis  | 1 120                                             | 1 382                                          |

## Classement des 10 premiers éditeurs de logiciels français en 2022[7]
| Entreprise        | Région               | CA Total 2021 (en millions d'euros) |
| ----------------- | -------------------- | ----------------------------------- |
| Dassault Systèmes | Île-de-France        | 4 402,6                             |
| Sopra Steria      | Île-de-France        | 702,5                               |
| Cegid             | Auvergne-Rhône-Alpes | 632                                 |
| Murex             | Île-de-France        | 630                                 |
| Claranova         | Île-de-France        | 470,7                               |
| Cegedim           | Île-de-France        | 376,2                               |
| Docaposte         | Île-de-France        | 320                                 |
| Axway             | Île-de-France        | 285,5                               |
| Isagri            | Hauts-de-France      | 240                                 |
| Quadient          | Île-de-France        | 233                                 |